# Super Rugby 2012
Il Super Rugby 2012 (o Super 15 2012) fu la 17ª edizione del Super Rugby SANZAR, torneo professionistico di rugby a 15 che si disputa su base annuale tra squadre di club delle federazioni australiana, neozelandese e sudafricana.
Composta interamente di franchise, si tenne tra febbraio e agosto 2012.
Articolata su tre conference di 5 squadre per Paese, la formula, analoga a quella della stagione precedente, prevedeva che ogni squadra giocasse contro tutte quelle del suo Paese in gare di andata e ritorno (8 incontri), quattro incontri interni contro altrettante squadre di una delle altre due conference e quattro esterni presso le squadre dell'altra conference, per un totale di 16 incontri; le squadre qualificate ai playoff erano le prime classificate di ogni conference più le tre squadre con il migliore punteggio indipendentemente dalla conference, con un seeding da 1 a 3 (le prime) e da 4 a 6 (le altre), sempre in ragione del punteggio.
La finale, disputata in casa degli Chiefs (Hamilton, Nuova Zelanda), vide questi ultimi prevalere sui sudafricani Sharks 37-6 e iscrivere per la prima volta il loro nome sull'albo d'oro del torneo.
L'edizione 2012 del Super Rugby fu anche la prima in cui una squadra dovette fronteggiare l'esclusione dal torneo per demerito: avendo, infatti, la Federazione sudafricana concesso la licenza a una nuova franchise, i Southern Kings, ha contestualmente stabilito che a partire dall'edizione in oggetto la squadra della conference sudafricana classificatasi ultima non si qualifica per l'edizione successiva, demandando a partire dal 2013 la qualificazione a uno spareggio tra la squadra esclusa e l'ultima classificata tra le sudafricane.

## Squadre partecipanti e ambiti territoriali
| Paese         | Squadra       | Sede           | Area                                          |
| ------------- | ------------- | -------------- | --------------------------------------------- |
| Australia     | Brumbies      | Canberra       | Territorio della Capitale Australiana         |
| Australia     | Rebels        | Melbourne      | Stato di Victoria                             |
| Australia     | Reds          | Brisbane       | Stato del Queensland                          |
| Australia     | Waratahs      | Sydney         | Stato del Nuovo Galles del Sud                |
| Australia     | Western Force | Perth          | Stato dell'Australia Occidentale              |
| Nuova Zelanda | Blues         | Auckland       | Penisola di North Auckland                    |
| Nuova Zelanda | Chiefs        | Hamilton       | Distretti di Hamilton, Tauranga e Rotorua     |
| Nuova Zelanda | Crusaders     | Christchurch   | Regione di Canterbury                         |
| Nuova Zelanda | Highlanders   | Dunedin        | Distretto di Otago e South Land               |
| Nuova Zelanda | Hurricanes    | Wellington     | Wellington, Palmerston North e Napier         |
| Sudafrica     | Bulls         | Pretoria       | East Rand, Limpopo                            |
| Sudafrica     | Cheetahs      | Bloemfontein   | Free State, Provincia del Capo Settentrionale |
| Sudafrica     | Lions         | Johannesburg   | Mpumalanga, Provincia del Nordovest           |
| Sudafrica     | Sharks        | Durban         | KwaZulu-Natal                                 |
| Sudafrica     | Stormers      | Città del Capo | Cape Winelands, West Coast                    |

## Stagione regolare

### Risultati
|           | 1ª giornata              |       |
| --------- | ------------------------ | ----- |
| 24-2-2012 | Blues - Crusaders        | 18-19 |
| 24-2-2012 | Brumbies - Western Force | 19-17 |
| 24-2-2012 | Bulls - Sharks           | 18-13 |
| 25-2-2012 | Chiefs - Highlanders     | 19-23 |
| 25-2-2012 | Waratahs - Reds          | 21-25 |
| 25-2-2012 | Stormers - Hurricanes    | 39-26 |
| 25-2-2012 | Lions - Cheetahs         | 27-25 |
| Rip.      | Rebels                   |       |

|           | 4ª giornata              |       |
| --------- | ------------------------ | ----- |
| 16-3-2012 | Chiefs - Brumbies        | 29-22 |
| 16-3-2012 | Stormers - Blues         | 27-17 |
| 17-3-2012 | Hurricanes - Highlanders | 17-19 |
| 17-3-2012 | Waratahs - Western Force | 20-21 |
| 17-3-2012 | Sharks - Reds            | 27-22 |
| 18-3-2012 | Rebels - Cheetahs        | 26-33 |
| Rip.      | Bulls, Crusaders e Lions |       |
|           |                          |       |

|          | 7ª giornata            |       |
| -------- | ---------------------- | ----- |
| 5-4-2012 | Rebels - Blues         | 34-23 |
| 6-4-2012 | Hurricanes - Sharks    | 42-18 |
| 6-4-2012 | Reds - Brumbies        | 20-13 |
| 6-4-2012 | Western Force - Chiefs | 12-20 |
| 7-4-2012 | Highlanders - Stormers | 6-21  |
| 7-4-2012 | Cheetahs - Lions       | 26-5  |
| 7-4-2012 | Bulls - Crusaders      | 32-30 |
| Rip.     | Waratahs               |       |

|           | 10ª giornata             |       |
| --------- | ------------------------ | ----- |
| 27-4-2012 | Blues - Reds             | 11-23 |
| 27-4-2012 | Lions - Brumbies         | 20-34 |
| 28-4-2012 | Chiefs - Hurricanes      | 33-14 |
| 28-4-2012 | Western Force - Stormers | 3-17  |
| 28-4-2012 | Cheetahs - Highlanders   | 33-36 |
| 29-4-2012 | Waratahs - Crusaders     | 33-0  |
| Rip.      | Bulls, Rebels e Sharks   |       |
|           |                          |       |

|           | 13ª giornata           |       |
| --------- | ---------------------- | ----- |
| 18-5-2012 | Hurricanes - Brumbies  | 25-37 |
| 19-5-2012 | Highlanders - Bulls    | 16-11 |
| 19-5-2012 | Crusaders - Blues      | 59-0  |
| 19-5-2012 | Reds - Lions           | 34-20 |
| 19-5-2012 | Cheetahs - Sharks      | 20-34 |
| 19-5-2012 | Stormers - Waratahs    | 19-13 |
| 20-5-2012 | Western Force - Rebels | 31-32 |
| Rip.      | Chiefs                 |       |

|           | 16ª giornata             |       |
| --------- | ------------------------ | ----- |
| 29-6-2012 | Highlanders - Chiefs     | 21-27 |
| 29-6-2012 | Rebels - Reds            | 17-32 |
| 30-6-2012 | Crusaders - Hurricanes   | 22-23 |
| 30-6-2012 | Western Force - Brumbies | 17-28 |
| 30-6-2012 | Stormers - Lions         | 27-17 |
| 30-6-2012 | Bulls - Cheetahs         | 40-24 |
| Rip.      | Blues, Sharks e Waratahs |       |
|           |                          |       |

|          | 2ª giornata             |       |
| -------- | ----------------------- | ----- |
| 2-3-2012 | Chiefs - Blues          | 29-14 |
| 2-3-2012 | Rebels - Waratahs       | 19-35 |
| 2-3-2012 | Lions - Hurricanes      | 28-30 |
| 3-3-2012 | Highlanders - Crusaders | 27-24 |
| 3-3-2012 | Reds - Western Force    | 35-20 |
| 3-3-2012 | Cheetahs - Bulls        | 19-51 |
| 3-3-2012 | Stormers - Sharks       | 15-12 |
| Rip.     | Brumbies                |       |

|           | 5ª giornata            |       |
| --------- | ---------------------- | ----- |
| 23-3-2012 | Blues - Hurricanes     | 25-26 |
| 23-3-2012 | Rebels - Western Force | 30-29 |
| 24-3-2012 | Waratahs - Sharks      | 34-30 |
| 24-3-2012 | Crusaders - Cheetahs   | 28-21 |
| 24-3-2012 | Brumbies - Highlanders | 33-26 |
| 24-3-2012 | Bulls - Reds           | 61-8  |
| 24-3-2012 | Lions - Stormers       | 19-24 |
| Rip.      | Chiefs                 |       |

|           | 8ª giornata                    |       |
| --------- | ------------------------------ | ----- |
| 13-4-2012 | Blues - Sharks                 | 23-29 |
| 13-4-2012 | Western Force - Waratahs       | 18-23 |
| 14-4-2012 | Crusaders - Stormers           | 31-24 |
| 14-4-2012 | Brumbies - Rebels              | 37-6  |
| 14-4-2012 | Cheetahs - Chiefs              | 33-39 |
| 14-4-2012 | Lions - Bulls                  | 18-32 |
| Rip.      | Highlanders, Hurricanes e Reds |       |
|           |                                |       |

|          | 11ª giornata             |       |
| -------- | ------------------------ | ----- |
| 4-5-2012 | Hurricanes - Blues       | 35-19 |
| 4-5-2012 | Rebels - Bulls           | 35-41 |
| 5-5-2012 | Chiefs - Lions           | 34-21 |
| 5-5-2012 | Brumbies - Waratahs      | 23-6  |
| 5-5-2012 | Sharks - Highlanders     | 28-16 |
| 5-5-2012 | Cheetahs - Western Force | 17-13 |
| 6-5-2012 | Crusaders - Reds         | 15-11 |
| Rip.     | Stormers                 |       |

|           | 14ª giornata          |       |
| --------- | --------------------- | ----- |
| 25-5-2012 | Chiefs - Bulls        | 28-22 |
| 26-5-2012 | Hurricanes - Rebels   | 66-24 |
| 26-5-2012 | Blues - Highlanders   | 22-27 |
| 26-5-2012 | Brumbies - Reds       | 12-13 |
| 26-5-2012 | Western Force - Lions | 17-11 |
| 26-5-2012 | Cheetahs - Waratahs   | 35-34 |
| 26-5-2012 | Sharks - Stormers     | 25-20 |
| Rip.      | Crusaders             |       |

|          | 17ª giornata          |       |
| -------- | --------------------- | ----- |
| 6-7-2012 | Chiefs - Crusaders    | 21-28 |
| 6-7-2012 | Reds - Highlanders    | 19-13 |
| 6-7-2012 | Sharks - Bulls        | 32-10 |
| 7-7-2012 | Blues - Western Force | 32-9  |
| 7-7-2012 | Waratahs - Brumbies   | 15-19 |
| 7-7-2012 | Cheetahs - Stormers   | 6-13  |
| 7-7-2012 | Lions - Rebels        | 37-32 |
| Rip.     | Hurricanes            |       |

|           | 3ª giornata                |       |
| --------- | -------------------------- | ----- |
| 9-3-2012  | Crusaders - Chiefs         | 19-24 |
| 9-3-2012  | Western Force - Hurricanes | 19-46 |
| 10-3-2012 | Brumbies - Cheetahs        | 24-23 |
| 10-3-2012 | Highlanders - Waratahs     | 18-17 |
| 10-3-2012 | Reds - Rebels              | 11-6  |
| 10-3-2012 | Sharks - Lions             | 32-20 |
| 10-3-2012 | Bulls - Blues              | 23-29 |
| Rip.      | Stormers                   |       |

|           | 6ª giornata           |       |
| --------- | --------------------- | ----- |
| 30-3-2012 | Highlanders - Rebels  | 43-12 |
| 31-3-2012 | Hurricanes - Cheetahs | 38-47 |
| 31-3-2012 | Chiefs - Waratahs     | 30-13 |
| 31-3-2012 | Brumbies - Sharks     | 26-29 |
| 31-3-2012 | Western Force - Reds  | 45-19 |
| 31-3-2012 | Lions - Crusaders     | 13-23 |
| 31-3-2012 | Stormers - Bulls      | 20-17 |
| Rip.      | Blues                 |       |

|           | 9ª giornata                     |       |
| --------- | ------------------------------- | ----- |
| 20-4-2012 | Highlanders - Blues             | 30-27 |
| 20-4-2012 | Reds - Stormers                 | 13-23 |
| 21-4-2012 | Hurricanes - Crusaders          | 14-42 |
| 21-4-2012 | Waratahs - Rebels               | 30-21 |
| 21-4-2012 | Sharks - Chiefs                 | 12-18 |
| 21-4-2012 | Bulls - Brumbies                | 36-34 |
| Rip.      | Cheetahs, Lions e Western Force |       |
|           |                                 |       |

|           | 12ª giornata             |       |
| --------- | ------------------------ | ----- |
| 11-5-2012 | Blues - Lions            | 25-3  |
| 11-5-2012 | Waratahs - Bulls         | 24-27 |
| 12-5-2012 | Highlanders - Hurricanes | 20-26 |
| 12-5-2012 | Rebels - Crusaders       | 28-19 |
| 12-5-2012 | Sharks - Western Force   | 53-11 |
| 12-5-2012 | Stormers - Cheetahs      | 16-14 |
| 13-5-2012 | Reds - Chiefs            | 42-27 |
| Rip.      | Brumbies                 |       |

|          | 15ª giornata                   |       |
| -------- | ------------------------------ | ----- |
| 1-6-2012 | Crusaders - Highlanders        | 51-0  |
| 1-6-2012 | Rebels - Brumbies              | 19-27 |
| 2-6-2012 | Blues - Chiefs                 | 34-41 |
| 2-6-2012 | Waratahs - Hurricanes          | 12-33 |
| 2-6-2012 | Lions - Sharks                 | 38-28 |
| 2-6-2012 | Bulls - Stormers               | 14-19 |
| Rip.     | Cheetahs, Reds e Western Force |       |
|          |                                |       |

|           | 18ª giornata              |       |
| --------- | ------------------------- | ----- |
| 13-7-2012 | Hurricanes - Chiefs       | 28-25 |
| 14-7-2012 | Brumbies - Blues          | 16-30 |
| 14-7-2012 | Crusaders - Western Force | 38-24 |
| 14-7-2012 | Reds - Waratahs           | 32-16 |
| 14-7-2012 | Stormers - Rebels         | 26-21 |
| 14-7-2012 | Sharks - Cheetahs         | 34-15 |
| 14-7-2012 | Bulls - Lions             | 37-20 |
| Rip.      | Highlanders               |       |

### Classifica
| OQF                      |     | Squadra       | G  | V  | N | P  | Bye | PF  | PS  | P±   | B  | Pt |
| ------------------------ | --- | ------------- | -- | -- | - | -- | --- | --- | --- | ---- | -- | -- |
| Australian Conference    |     |               |    |    |   |    |     |     |     |      |    |    |
|                          | 3.  | Reds          | 16 | 11 | 0 | 5  | 2   | 359 | 347 | +12  | 6  | 58 |
|                          | 7.  | Brumbies      | 16 | 10 | 0 | 6  | 2   | 404 | 331 | +73  | 10 | 58 |
|                          | 11. | Waratahs      | 16 | 4  | 0 | 12 | 2   | 346 | 407 | -61  | 11 | 35 |
|                          | 13. | Rebels        | 16 | 4  | 0 | 12 | 2   | 362 | 520 | -158 | 8  | 32 |
|                          | 14. | Western Force | 16 | 3  | 0 | 13 | 2   | 306 | 440 | -134 | 7  | 27 |
| New Zealand Conference   |     |               |    |    |   |    |     |     |     |      |    |    |
|                          | 2.  | Chiefs        | 16 | 12 | 0 | 4  | 2   | 444 | 358 | +86  | 8  | 64 |
|                          | 4.  | Crusaders     | 16 | 11 | 0 | 5  | 2   | 485 | 343 | +142 | 9  | 61 |
|                          | 8.  | Hurricanes    | 16 | 10 | 0 | 6  | 2   | 489 | 429 | +60  | 9  | 57 |
|                          | 9.  | Highlanders   | 16 | 9  | 0 | 7  | 2   | 359 | 385 | -26  | 6  | 50 |
|                          | 12. | Blues         | 16 | 4  | 0 | 12 | 2   | 359 | 430 | -71  | 8  | 32 |
| South African Conference |     |               |    |    |   |    |     |     |     |      |    |    |
|                          | 1.  | Stormers      | 16 | 14 | 0 | 2  | 2   | 350 | 254 | +96  | 2  | 66 |
|                          | 5.  | Bulls         | 16 | 10 | 0 | 6  | 2   | 472 | 369 | +103 | 11 | 59 |
|                          | 6.  | Sharks        | 16 | 10 | 0 | 6  | 2   | 436 | 348 | +88  | 11 | 59 |
|                          | 10. | Cheetahs      | 16 | 5  | 0 | 11 | 2   | 391 | 458 | -67  | 10 | 38 |
|                          | 15. | Lions         | 16 | 3  | 0 | 13 | 2   | 317 | 460 | -143 | 5  | 25 |

## Fase a playoff
|  | Preliminari | Preliminari    | Preliminari    |  |  | Semifinali | Semifinali     | Semifinali     |  |  | Finale        | Finale        |  |  |  |  |
|  |             |                |                |  |  |            |                |                |  |  |               |               |  |  |  |  |
|  |             | 21 luglio 2012 |                |  |  |            |                |                |  |  |               |               |  |  |  |  |
|  | 4           | Crusaders      | 28             |  |  |            |                |                |  |  |               |               |  |  |  |  |
|  | 5           | Bulls          | 13             |  |  |            | 27 luglio 2012 | 27 luglio 2012 |  |  |               |               |  |  |  |  |
|  |             |                |                |  |  | 2          | Chiefs         | 20             |  |  |               |               |  |  |  |  |
|  |             |                |                |  |  | 4          | Crusaders      | 17             |  |  | 4 agosto 2012 | 4 agosto 2012 |  |  |  |  |
|  |             |                |                |  |  |            |                |                |  |  | Chiefs        | 37            |  |  |  |  |
|  |             |                |                |  |  |            | 28 luglio 2012 | 28 luglio 2012 |  |  | Sharks        | 6             |  |  |  |  |
|  |             |                |                |  |  | 1          | Stormers       | 19             |  |  |               |               |  |  |  |  |
|  |             | 21 luglio 2012 | 21 luglio 2012 |  |  | 6          | Sharks         | 26             |  |  |               |               |  |  |  |  |
|  | 3           | Reds           | 17             |  |  |            |                |                |  |  |               |               |  |  |  |  |
|  | 6           | Sharks         | 30             |  |  |            |                |                |  |  |               |               |  |  |  |  |

### Preliminari
| Arbitro: | Jaco Peyper |

|                                    |      |                              |
| 25’ Guildford                      | mt   | 62’ D. Potgieter 76’ Olivier |
| 25’ Carter                         | tr   |                              |
| 6’, 11’, 47’, 52’, 70’, 80’ Carter | c.p. | 37’ M. Steyn                 |
| 33’ Carter                         | drop |                              |

| Arbitro: | Jonathan Kaplan |

|                      |      |                                      |
| 37’ Genia 80’ Samo   | mt   | 11’ Pietersen 22’ Jordaan 43’ McLeod |
| 37’ Harris 80’ Genia | tr   | 11’, 22’, 43’ Michalak               |
| 27’ Harris           | c.p. | 9’, 77’ Michalak                     |
|                      | drop | 29’ Michalak                         |

### Semifinali
| Arbitro: | Craig Joubert |

|                          |    |            |
| 25’ Taumalolo 33’ Messam | mt | 40’ Crotty |
| 25’, 33’ Cruden          | tr |            |

| Arbitro: | Steve Walsh |

|                         |      |                         |
| 66’ Aplon               | mt   | 34’ Ludik 58’ Pietersen |
| 66’ Grant               | tr   | 35’, 59’ Michalak       |
| 6’, 39’, 56’, 72’ Grant | c.p. | 12’, 44’ Michalak       |
|                         | drop | 18’, 75’ Michalak       |

### Finale
| Arbitro: | Steve Walsh |

| |              | |
| 19’ Nanai-Williams 45’ Thompson 60’ Masaga 76’ S.B. Williams | mt           | |
| 20’, 46’, 61’, 77’ Cruden | tr           | |
| 24’, 33’, 66’ Cruden | c.p.         | 3’, 51’ Michalak |
| · 72’ R. Robinson · 57’ Nanai-Williams · Horrell · S.B. Williams · Tikoirotuma · Cruden · 67’ Kerr-Barlow · Taumalolo · 67’ Schwalger · 67’ Tameifuna · C. Clarke (c) · 71’ Retallick · Messam · Latimer · 57’ Thompson | Formazioni   | · Lambie · Ludik · Pietersen 62’ · Jordaan · Mvovo · Michalak 72’ · McLeod · Mtawarira · B. du Plessis 70’ · J. du Plessis 51’ · Alberts 51’ · Bresler · Daniel (c) · Coetzee 62’ · Kankowski 51’ |
| · 57’ Cane · 57’ Masaga · 67’ B. Afeaki · 67’ Elliot · 67’ Leonard · 71’ Fitzgerald · 72’ Willison | Sostituzioni | · Deysel 51’ · Herbst 51’ · Sykes 51’ · Bosman 62’ · Botes 62’ · Burden 70’ · Viljoen 72’ |
| Dave Rennie | Allenatori   | John Plumtree |